# Gustav Sack

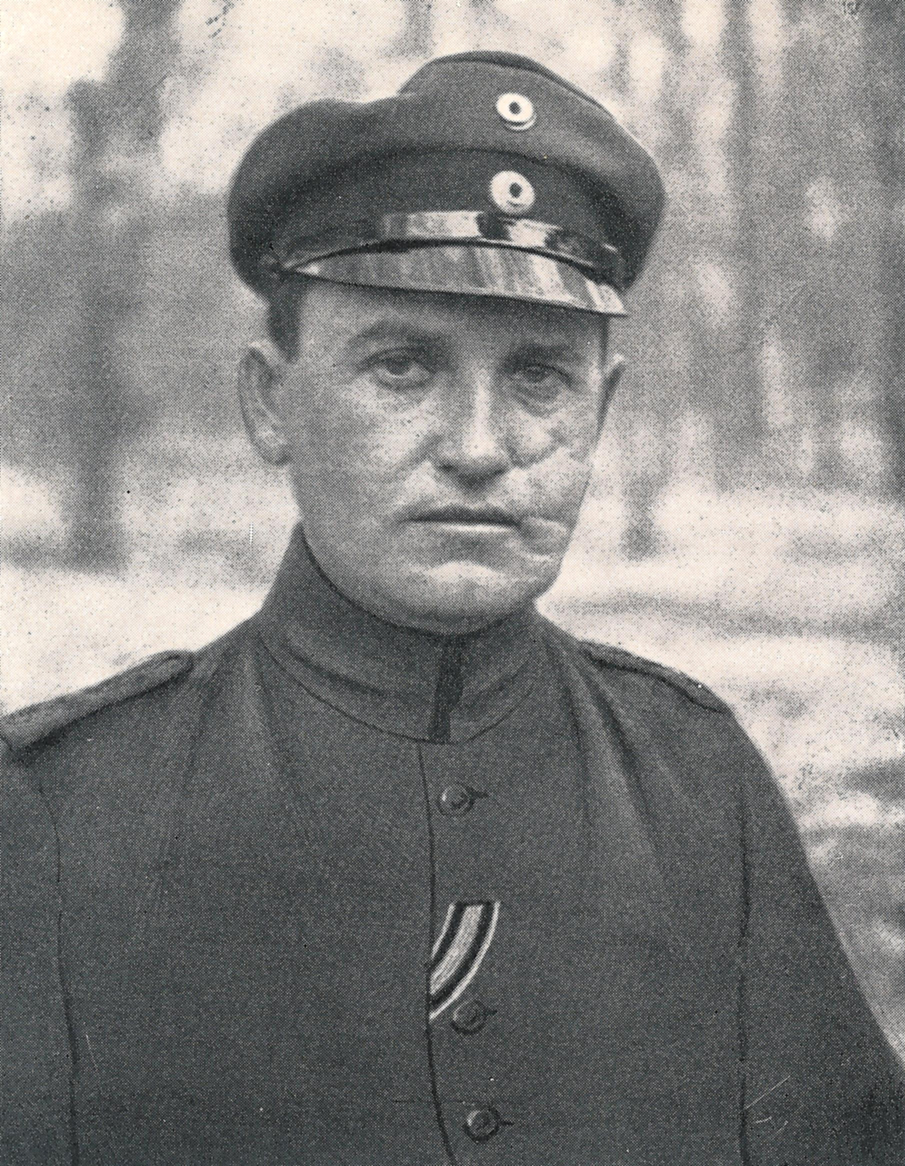
Gustav Sack, 1916

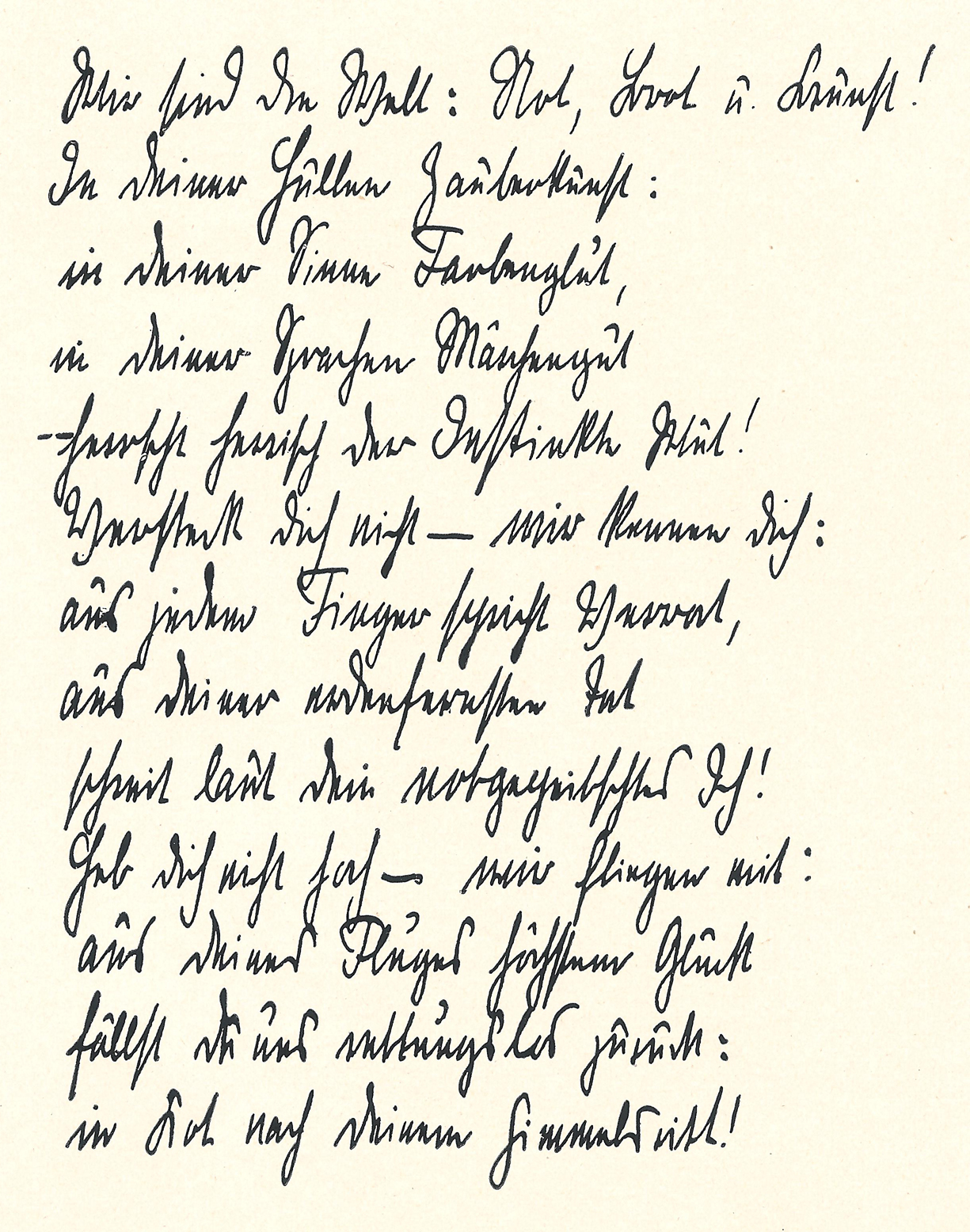
Handschrift von Gustav Sack, 1916

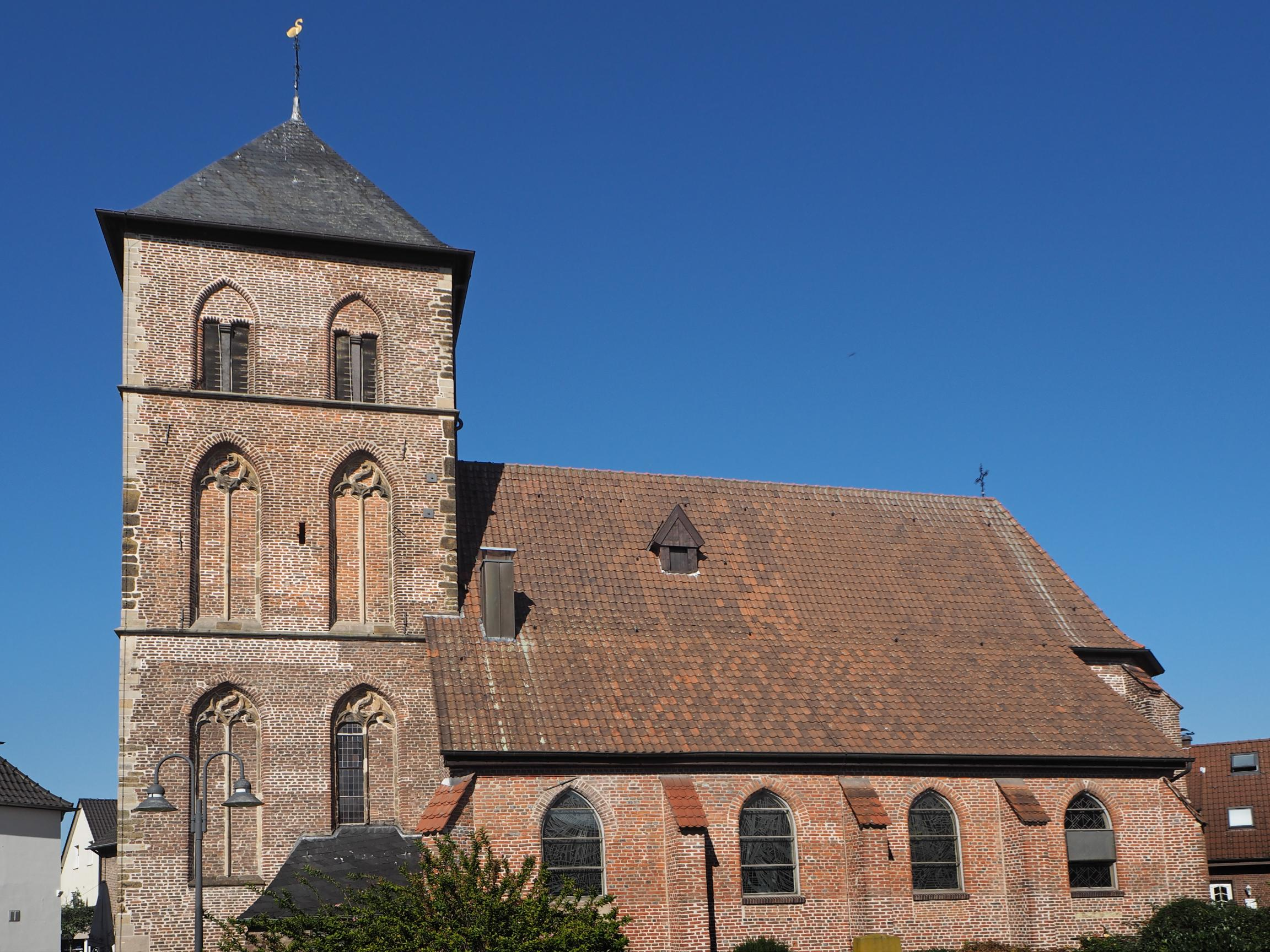
St. Georgskirche Schermbeck

Gustav Sack (* 28. Oktober 1885 in Schermbeck; † 5. Dezember 1916 bei Finta Mare, Rumänien) war ein deutscher Schriftsteller, Lyriker und Dramatiker. Seine Werke wurden auch unter dem Pseudonym Ernst Schahr veröffentlicht.

## Leben

### Herkunft und Elternhaus
Gustav Sack wurde am 28. Oktober 1885 als Sohn des Volksschullehrers Ernst Sack in Schermbeck bei Wesel am Niederrhein geboren. Im Zentrum des knapp 1000 Einwohner zählenden Ortes im rheinisch-westfälischen Grenzbezirk, an der heutigen Mittelstraße, stand sein Geburtshaus. Über Schermbeck hat sich Gustav Sack an mehreren Stellen seines Werkes Ein verbummelter Student geäußert:
„In einem flachen Kessel am Niederrhein liegt zwischen waldigen und heidigen Höhen ein Dorf, dessen Signum ein kurzer klobiger Backsteinkirchturm ist und dessen Hauptstraße kurz und gut die Mittelstraße heißt, und die wird zu beiden Seiten begleitet von der Kaffeestraße und Kirchstraße und ist mit ihnen verbunden durch mehrere Sträßlein, deren offizielle Namen man nur in dem heimatkundlichen Unterricht der Schule hört; später vergißt man sie und bezeichnet die Sträßlein nach irgendeinem irgendwie hervorstechenden Anwohner.
Die Bewohner aber neigen ein wenig zum Kretinismus und haben insbesondere vor ihren Nachbarn einen eigentümlichen hämischen und bissigen Witz voraus – sonst leben sie wie diese in den Tag und wissen nichts von der transzendenten Idealität der Zeit, der Verneinung des Willens, dem Pathos der Distanz und wären so glücklich wie ihr Vieh, wenn sie eben nicht den hämischen Witz hätten und so eingefleischte Ebenbilder ihres Gottes wären.“
Erich Schmidt, der ältere Student und Titelheld des Romans, mag niemand an sich herankommen lassen und ist seinen Mitbürgern „deshalb […] nur ein dankbares Objekt für ihren schiefmäuligen Witz. […] Arbeiter, Bauernsöhne und Handwerker, die ihr kleines Gut vertrunken und verspielt hatten und jetzt in den Gruben des naheliegenden Industriebezirks ihr Brot verdienten, begegneten ihm auf ihrem Weg zum Bahnhof, sahen ihm nach und machten ihre Glossen über ihn, wie er beschmutzt und durchnäßt daherging. – Der will die Nacht über im Wald gewesen sein? Betrunken hat er im Graben gelegen, kopfüber ist er beim Fenstersteigen in den Mist gefallen!“
Ernst Sack, der Vater, war aus Ostpreußen ins rheinische Schermbeck gekommen. Als Lehrer an der evangelischen Volksschule Schermbeck lernte er dort die Lehrerin Johanna Eickhoff, seine spätere Frau, kennen. Obwohl der Verbummelte Student, Gustav Sacks erster Roman, „in einer für Gustav Sack besonders kritischen Zeit geschrieben worden ist, findet sich kein Vorwurf an den Vater in ihm. Dabei muss beachtet werden, dass während der Jahre 1909 bis 1913, den Entstehungsjahren und der Reifezeit des Buches, der Vater-Sohn-Konflikt im literarischen Expressionismus radikal abgehandelt worden war.“ Nur an wenigen Stellen seines Werkes lässt sich seine Beziehung zum Vater ablesen. Sack berichtet, dass ihn der Vater das Schwimmen lehrte, dass er mit ihm durch die Wiesen streifte. „Nirgendwo aber ist von der Mutter die Rede, Johanna Sack, geborene Eickhoff, stammte aus alter Pastoren- und Militärsfamilie. Mit den Bonins und anderen preußischen Adelsgeschlechtern liegt Verwandtschaft vor. Als Lehrerin aus der Mark Brandenburg gekommen, hatte sie in Schermbeck Ernst Sack geheiratet.“ In einem Brief vom 22. Januar 1965 schildert Paula Sack die Mutter als eine hochintelligente Frau, und von Hans W. Fischer wissen wir, dass sie ein häusliches Klima schuf, in dem Gustav Sack weitgehende Ungestörtheit genoss.

### Studium
Gustav Sack besuchte das Gymnasium in Wesel und begann sein Studium 1906 in Greifswald. Er ging dann nach Münster und Halle und später wieder zurück nach Münster. Er studierte zu Beginn Germanistik, später dann Naturwissenschaften, insbesondere Biologie. 1910 beendete er sein Studium ohne Abschluss und leistete anschließend seinen Militärdienst beim Füsilier-Regiment 90. 1913 begab er sich nach München und versuchte dort vergeblich, als Schriftsteller Anerkennung zu erlangen. In Münster wurde Sack Mitglied der Landsmannschaft Rhenania und in Greifswald der Turnerschaft Cimbria.

### Erster Weltkrieg
Im Juli 1914 heiratet er Paula Harbeck. Bei Kriegsbeginn 1914 war Sack in der Schweiz. Im September 1914 kehrte er nach Deutschland zurück und wurde eingezogen. Sack diente anfangs an der Westfront (Somme). In dieser Zeit entstanden novellistische Skizzen wie Aus dem Tagebuch eines Refraktairs oder Hinter der Front. Im November 1916 war er an der rumänischen Front und legte eine Materialsammlung für das Buch In Ketten durch Rumänien an. Sack fiel am 5. Dezember 1916 bei Finta Mare südwestlich Ploiești als Leutnant der Reserve.

## Rezeption
„S. … Werke weisen ihn als einen dem Expressionismus verwandten (wenn … auch nicht zugehörigen), irrational bestimmten, zugleich atheistischen Schriftsteller aus, der – u. a. beeinflusst von Nietzsche – nach einer neuen Wert- und Weltordnung suchte und zwischen subjektivistischem Ausbruchswillen und der Hoffnung auf ein Erlösungswunder schwankte.“

## Nachruhm
Dem Einsatz seiner Frau Paula verdankt Sack seinen Nachruhm. Kurz nach seinem Tod wurde sein Werk erstmals gedruckt, erzeugte ein kurzes Aufhorchen im Literaturbetrieb, wurde hochgelobt von so unterschiedlichen Autoren wie Erich Maria Remarque, Ernst Jünger, Thomas Mann und Theodor W. Adorno. Er gilt als einer der wichtigsten Vertreter der expressionistischen Literatur in der Frühphase des 20. Jahrhunderts. Sein Nachlass liegt im Deutschen Literaturarchiv in Marbach. Teile davon sind im Literaturmuseum der Moderne in Marbach zu sehen.

## Werke
- Ein verbummelter Student. Roman, S. Fischer, Berlin 1917.
- Ein Namenloser. Roman, S. Fischer, Berlin 1919.
- Gesammelte Werke in zwei Bänden. S. Fischer, Berlin 1920.
- Paralyse. Der Refraktär. Fink, München 1971.
- Gustav Sack. Eine Einführung in sein Werk und eine Auswahl., (Reihe 'Verschollene und Vergessene'), hrsg. von Hans Harbeck, Franz Steiner, Wiesbaden 1958.
- Die drei Reiter. Gedichte 1913 bis 1914, Ellermann, Hamburg und München 1958.
- Prosa. Briefe. Verse. Langen-Müller-Verlag, München und Wien 1962.
- Gustav-Sack-Lesebuch. Zusammengestellt und mit einem Nachwort versehen von Walter Gödden (= Nylands Kleine Westfälische Bibliothek; 2), Köln 2002.
- Gesammelte Werke. Hrsg. v. Walter Gödden und Steffen Stadthaus. Aisthesis, Bielefeld 2011, ISBN 978-3-89528-856-2.
- Gustav Sack (= Versensporn – Heft für lyrische Reize Nr. 35). Herausgegeben von Tom Riebe. Edition Poesie Schmeckt Gut, Jena 2019 (100 Exemplare).